# Lijst van bouwwerken van Frank Lloyd Wright
Dit is een (incomplete) lijst van bouwwerken van architect Frank Lloyd Wright (1867-1959).
Het totale oeuvre telt 362 bouwwerken, waarvan er nog 300 bestaan. In deze lijst zijn alleen de nog resterende bouwwerken opgenomen.
| Bouw       | Naam                                           | Plaats                            | Bijzonderheden | Afbeelding        |
| ---------- | ---------------------------------------------- | --------------------------------- | --- | ----------------- |
| Circa 1887 | Huis voor zijn tantes                          | Hillside, Spring Green, Wisconsin | Zijn eerste opdracht, maar nog onder de naam van zijn werkgever J.L. Silsbee                                                                                           |                   |
| 1887       | John J. Glessner House                         | Chicago                           | |                   |
| 1893-1894  | William H. Winslow House                       | River Forest, Illinois            | |                   |
| 1898       | Frank Lloyd Wright House                       | Oak Park, Illinois                | Wright's eigen huis en tevens zijn eerste onafhankelijke opdracht |                   |
| 1905       | Larkin Building                                | Buffalo, New York                 | |                   |
| 1905-1908  | Unity Temple                                   | Oak Park, Illinois                | |                   |
| 1910       | Robie house                                    | Chicago                           | | Meer afbeeldingen |
| 1912       | Storer House                                   | Hollywood, Los Angeles            | |                   |
| 1913-1914  | Midway Gardens                                 | Chicago                           | |                   |
| 1913-1923  | Imperial Hotel                                 | Tokio                             | |                   |
| 1935       | Fallingwater                                   | Mill Run, Fayette County          | | Meer afbeeldingen |
| 1936-1939  | Hoofdkantoor van S.C. Johnson & Son            | Racine, Wisconsin                 | | Meer afbeeldingen |
| 1950       | Kantoor van Johnson Wax                        | Racine, Wisconsin                 | |                   |
| 1956-1959  | Guggenheim Museum                              | New York                          | Wright overleed een half jaar voor oplevering van het gebouw. |                   |
| 1956-1961  | Annunciation Greek Orthodox Church             | Wauwatosa                         | |                   |
| 1956-1962  | Marin County Civic Center                      | San Rafael, Californië            | Bouw werd afgerond door Wrights protogé Aaron Green. Het gebouw is beschermd door de staat Californië en door de nationale overheid.                                   | Meer afbeeldingen |
| 1994-1997  | Monona Terrace Community and Convention Center | Monona Terrace                    | Alleen het exterieur is van de hand van Wright, het interieur is van een van zijn opvolgers. Het conventiecentrum werd bijna 60 jaar na het eerste ontwerp opgeleverd. | Meer afbeeldingen |